# Algarve
El Algarve o Algarbe (en portugués: Algarve [alˈɡaɾvɨ]ⓘ) es la región más meridional de Portugal continental. Su territorio corresponde a la comunidad intermunicipal de Algarve. Engloba una subregión con el mismo nombre y con las mismas dimensiones, y que corresponde también, en su amplitud, a la provincia tradicional del mismo tamaño, al distrito de Faro y a la nueva Gran Área Metropolitana del Algarve. Tiene una superficie de 4960 km² y una población residente de 451 006 habitantes (INE 2011). Su capital es Faro. Con más de 9 millones de turistas extranjeros anuales, el Algarve es la provincia más visitada de Portugal y uno de los principales destinos turísticos del Portugal continental. Limita al norte con el Alentejo, al este con España, concretamente con la provincia de Huelva (Andalucía), y al sur y oeste con el océano Atlántico.
El Algarve es una de las regiones más desarrolladas de Portugal y, con un PIB per cápita del 86 % de la media de la Unión Europea, es la tercera más rica del país (por detrás de Lisboa y Madeira).

## Etimología
En la época romana la región fue denominada Cinética (Cyneticum) debido al nombre del pueblo indoeuropeo nativo, los cinetes o conios (cynetes o conii en latín).
El topónimo en portugués es Algarve (AFI: [alˈɡaɾvɨ]), mientras que en español coexiste con la forma tradicional «Algarbe» (AFI: [alˈɣarbe]). Ambos términos provienen de al-Gharb (en árabe: الغرب, AFI: [al.ɣarb]), nombre que significa literalmente «el occidente», y que correspondía por antonomasia a Garb al-Ándalus (en árabe: غرب الأندلس), la zona occidental de al-Ándalus. No obstante, se puede observar que la variante vernácula española que incluye la grafía con -b- es etimológicamente y fonéticamente la más próxima a la denominación original otorgada por los musulmanes.

## Geografía

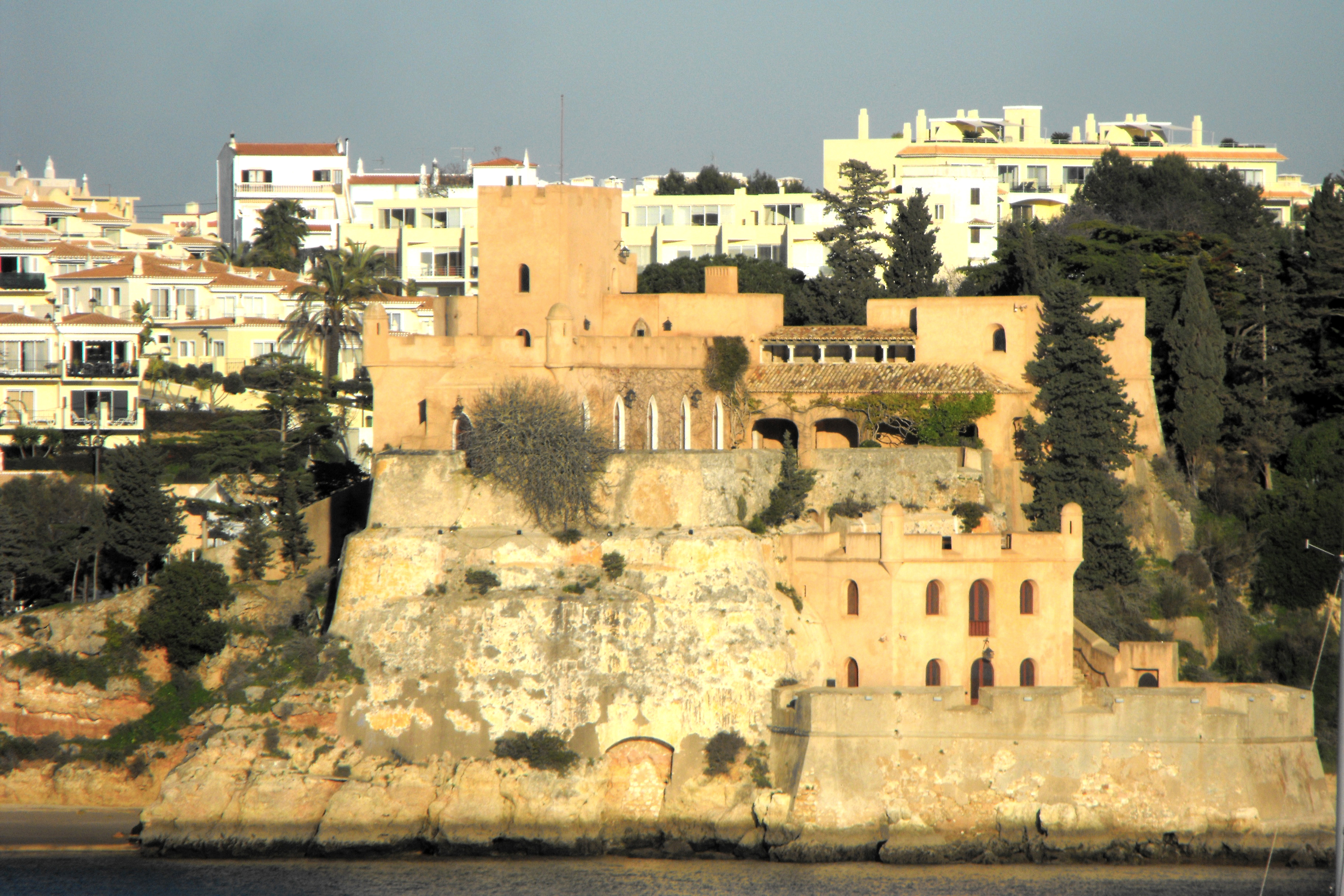
Castillo de Arade, Portimão

El Algarve abarca 4960 km² y alberga una población aproximada de 420 429 habitantes de forma permanente (en 2007), lo cual arroja una media de 76 habitantes por km². La población se incrementa en alrededor de un millón de personas más en la temporada alta de verano, cuando se alcanza la mayor afluencia de turistas. El punto más alto se alcanza en el pico da Fóia, que se eleva 902 ms y está situado en la sierra de Monchique. Otros accidentes geográficos son las marismas, y varias islas e islotes.
La longitud de su línea costera es de aproximadamente 205 km, cincuenta de los cuales se extienden desde el cabo de San Vicente (el punto más suroccidental de Europa) hacia el norte y el resto desde este mismo punto al este. Así pues, se divide en dos áreas costeras diferenciadas: 
- Barlovento: Es el área más expuesta a los vientos del Atlántico, que se denomina Costa Vicentina.
- Sotavento: Se trata del litoral sur, más resguardado y con el mar en calma. Este es el área más turística y densamente poblada.

La costa destaca por sus cuevas y grutas abiertas en la roca caliza, especialmente en los alrededores de Lagos, las cuales son accesibles en lanchas. Existen también muchas playas como la de Albufeira, Quarteira, Vilamoura, Praia da Rocha, Lagos, Armação de Pêra, Alvor, Monte Gordo, Tavira y Sagres. 
El Algarve limita al norte con la región del Alentejo (subregiones del Alentejo Litoral y Bajo Alentejo), al sur y al oeste con el océano Atlántico, y al este con el río Guadiana, que marca la frontera con España. La capital de la región es Faro.
Además de esta, también tienen categoría de ciudad las poblaciones de Albufeira, Lagoa, Lagos, Loulé, Olhão, Portimão, Silves, Tavira, Villarreal de San Antonio y Quarteira. Todas ellas son cabeceras de sus municipios menos la última que es una freguesia de Loulé.

### Municipios
La región se subdivide en 16 municipios que corresponden completamente al distrito de Faro: Albufeira, Alcoutín, Aljezur, Castromarín, Faro, Lagoa, Lagos, Loulé, Monchique, Olhão, Portimão, São Brás de Alportel, Silves, Tavira, Vila do Bispo y Villarreal de San Antonio.

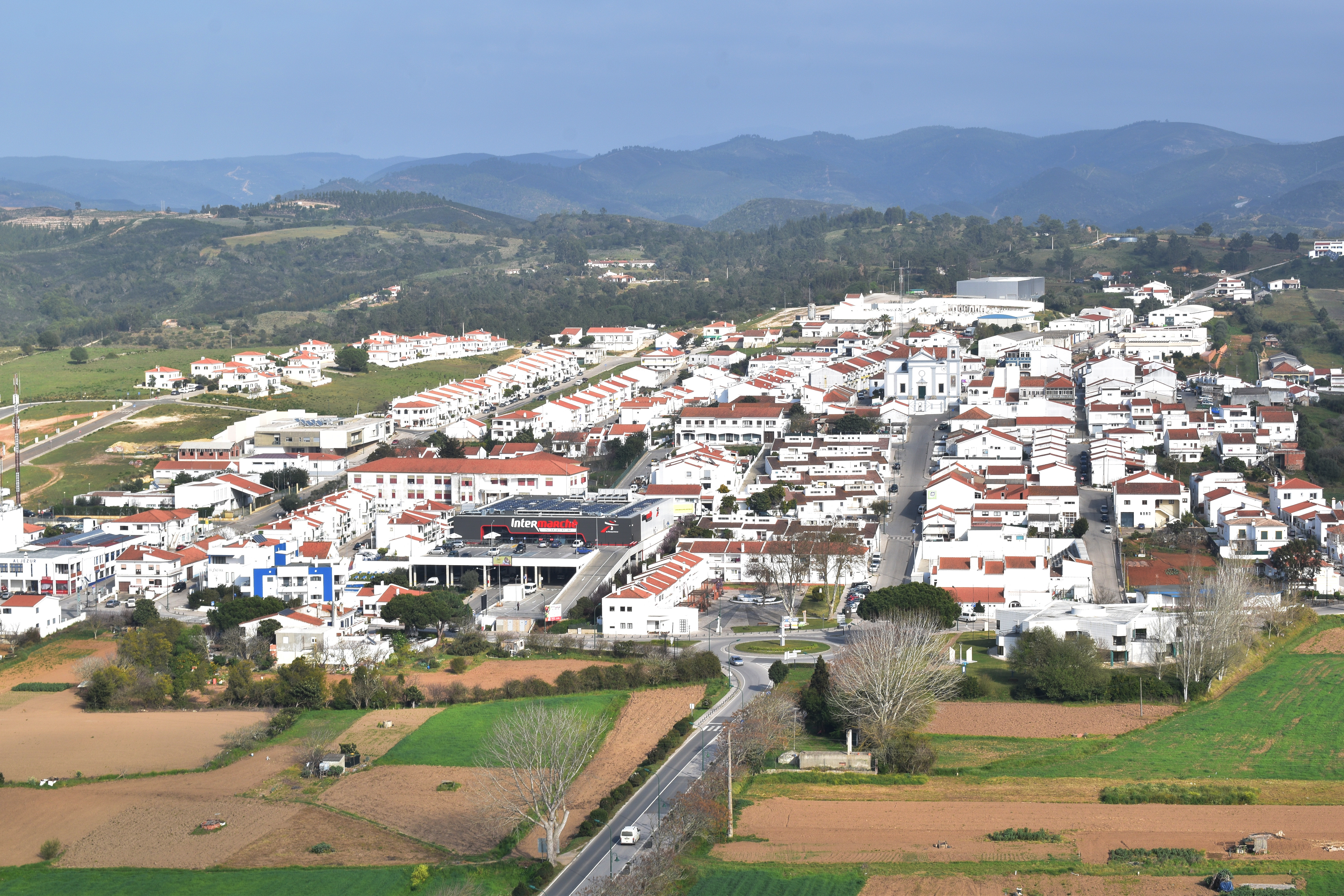
Aljezur
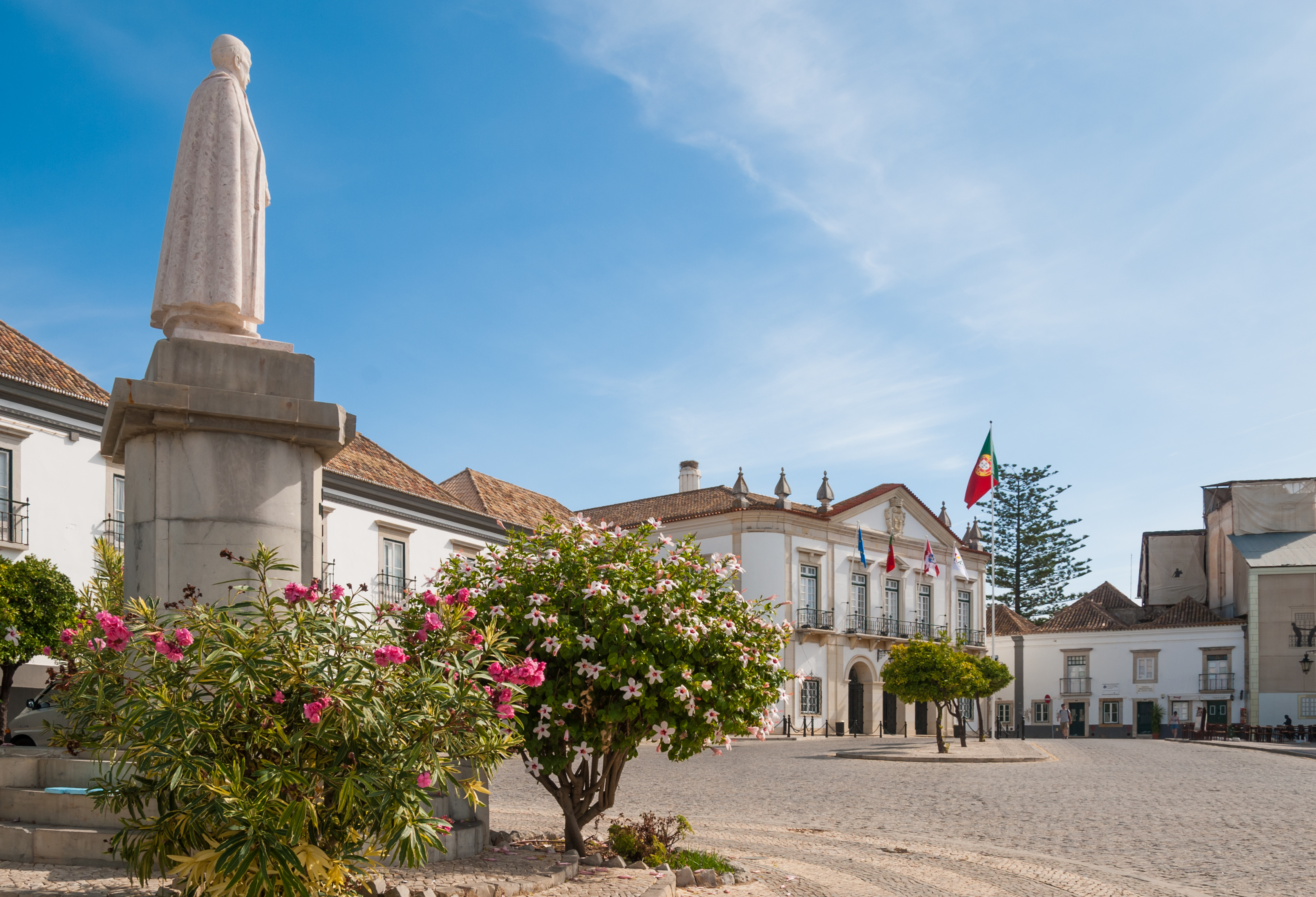
Faro
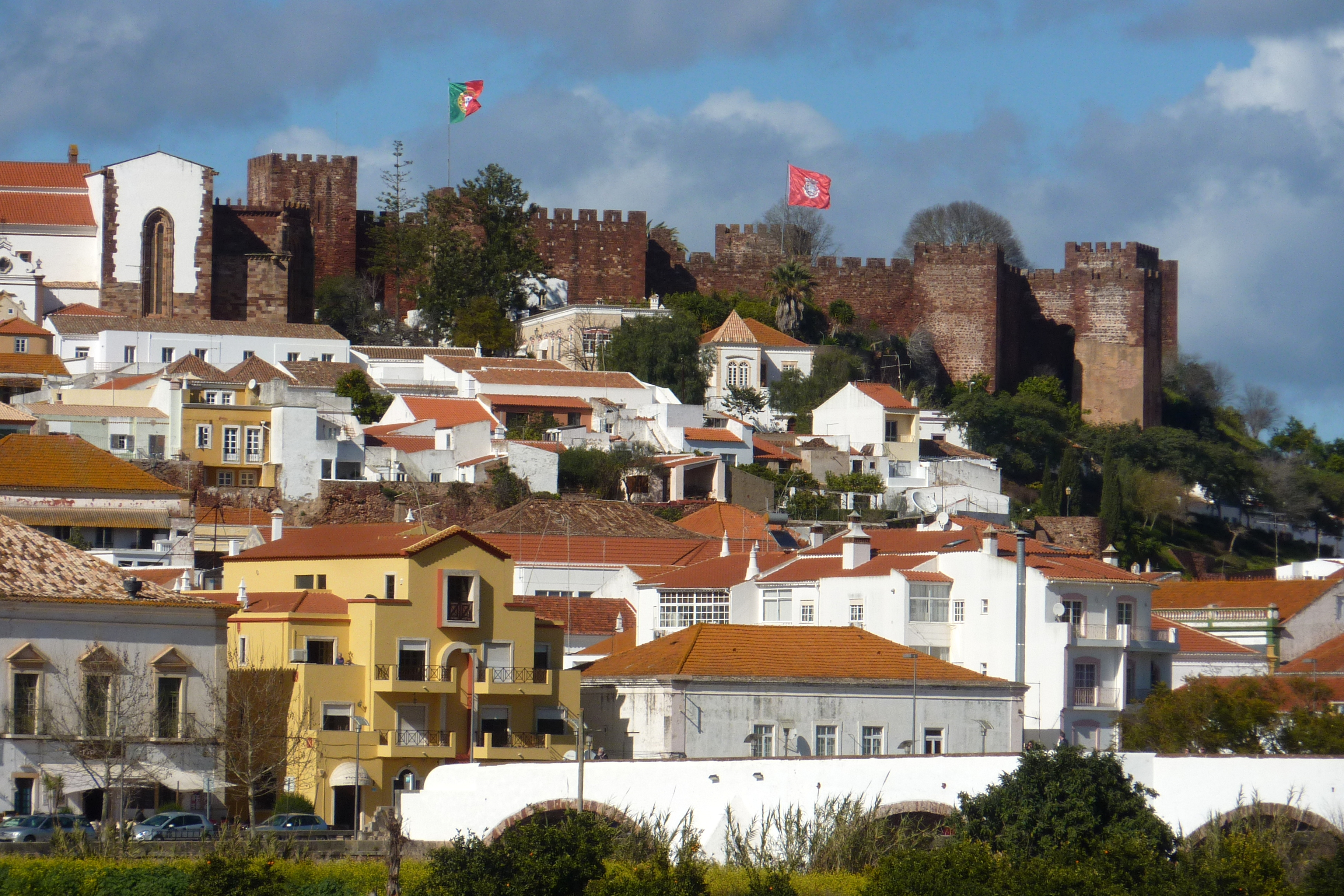
Silves
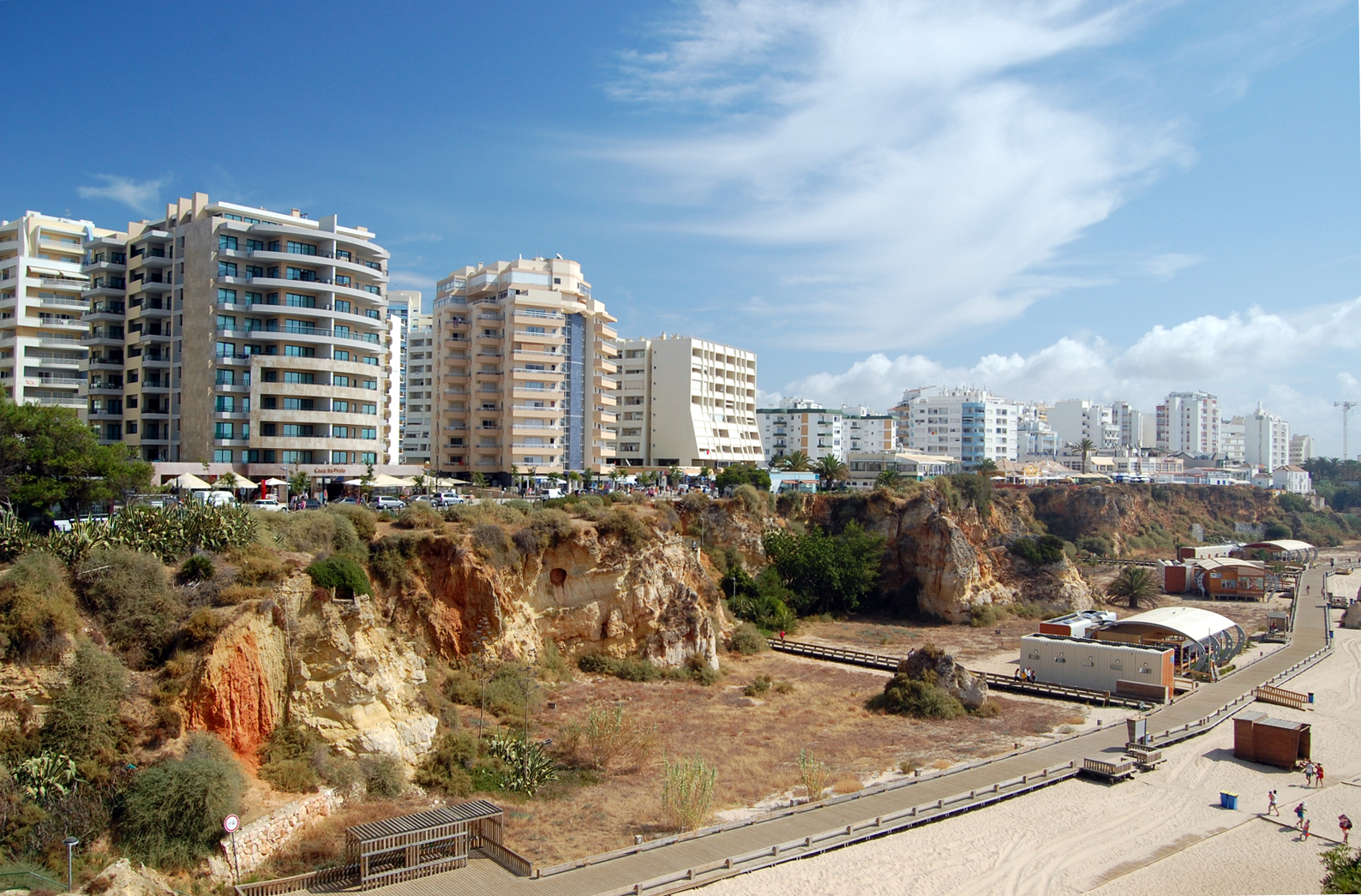
Portimão
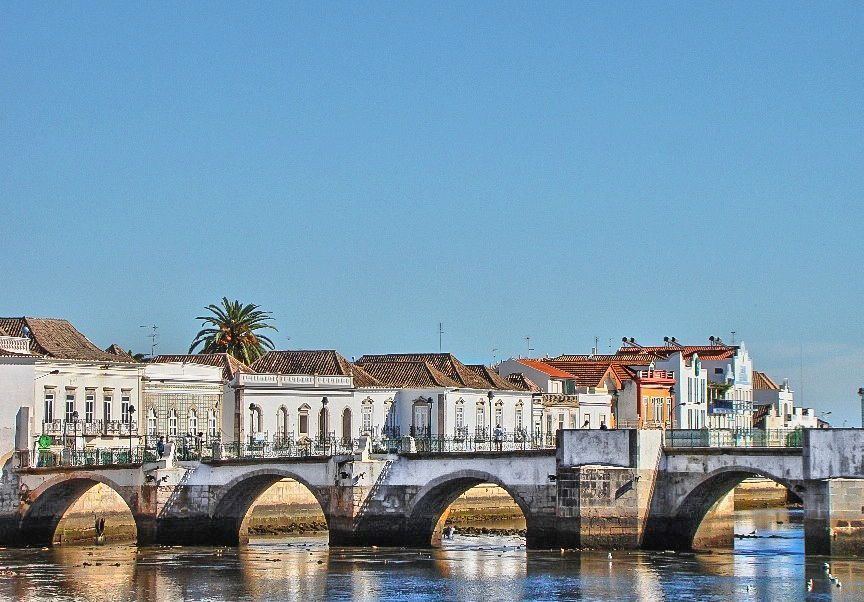
Tavira
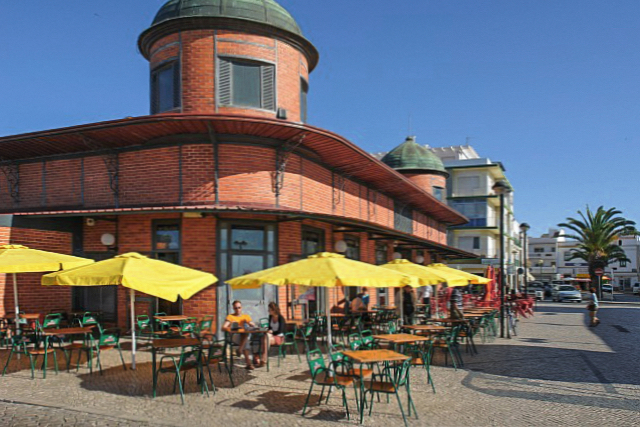
Olhão
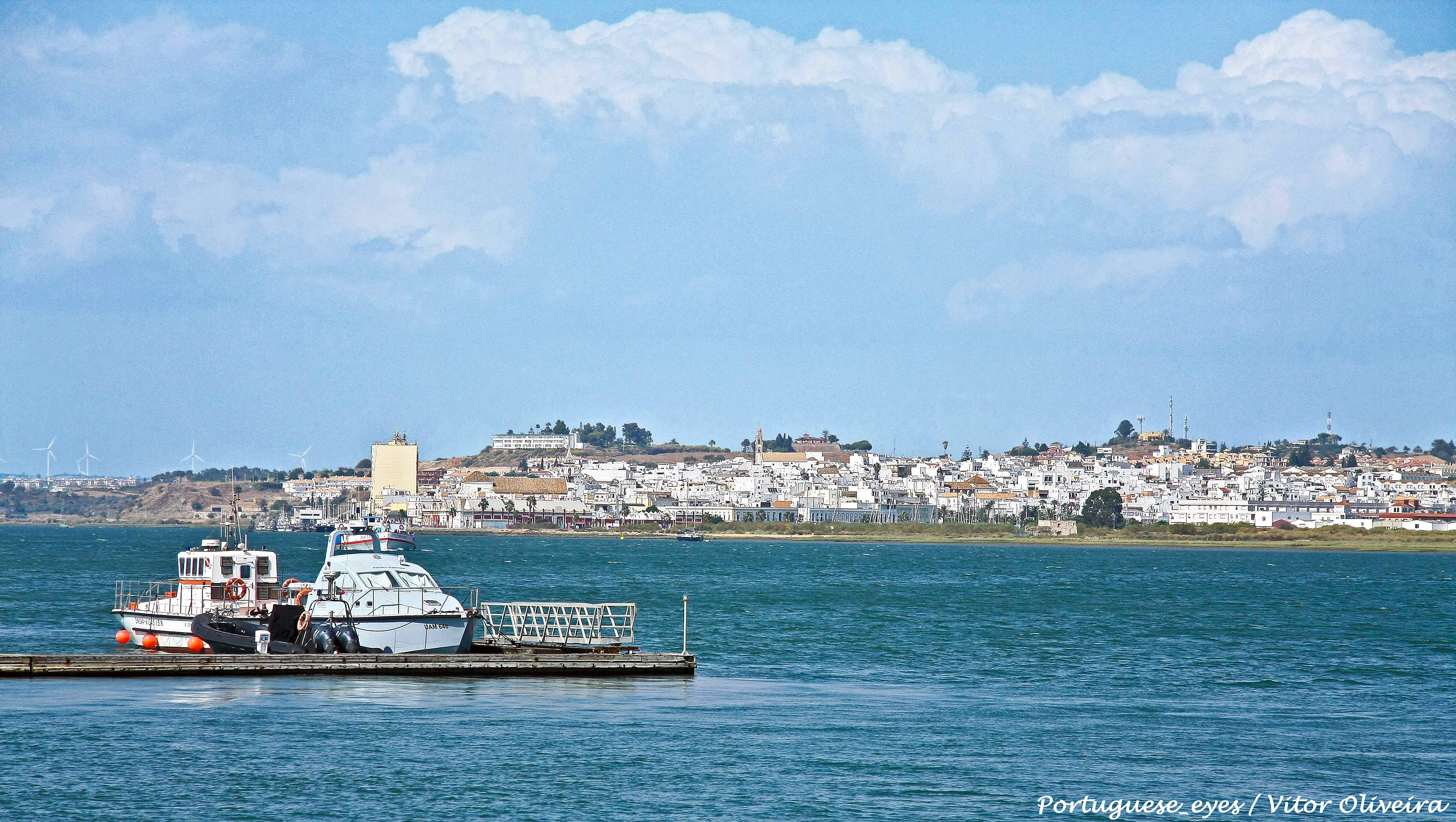
Villarreal de San Antonio

### Relieve
El relieve del Algarve está caracterizado por las suaves colinas atravesadas por valles. Las principales zonas montañosas son la sierra de Monchique y la sierra de Caldeirão. 
En la sierra de Monchique, que se encuentra situada al oeste del Algarve, está el pico da Fóia que con 902 m s. n. m. es el punto más alto del Algarve y uno de los más destacados de Portugal. Debido al clima tropical subhúmedo de la región, el mes de marzo tiene un promedio de precipitación anual de entre 1000 y 2000 mm, que combinado con temperaturas suaves, permite una rica y variada vegetación, entre ellos el roble de Monchique, la adelfeira, el castaño, el quejigo o el roble albar.
Varios ríos y arroyos tienen su origen en la sierra de Monchique, los principales ríos son el Seixas, el Aljezur, el Odiáxere, el Monchique y el Beret. 

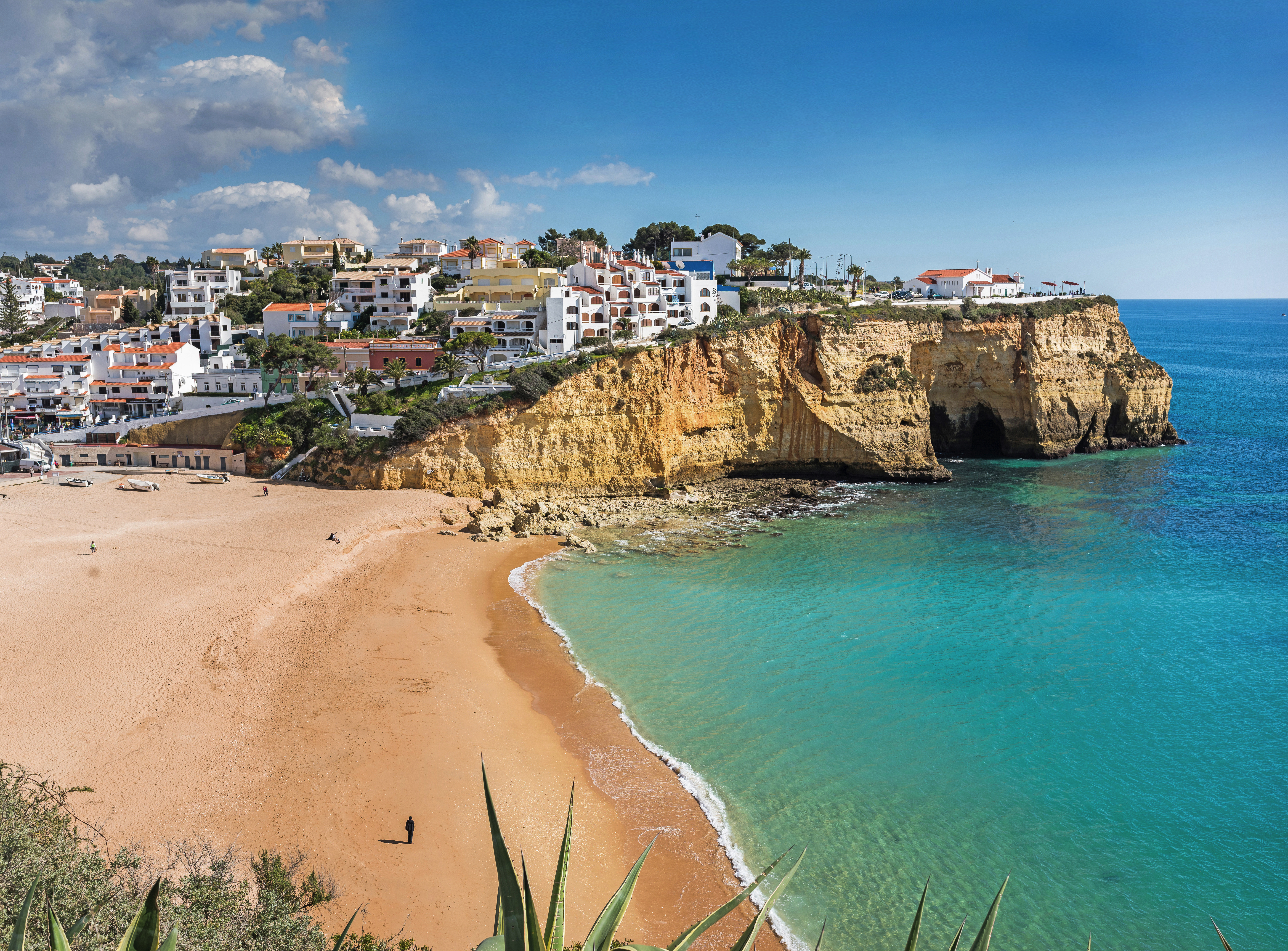
Playa de Carvoeiro

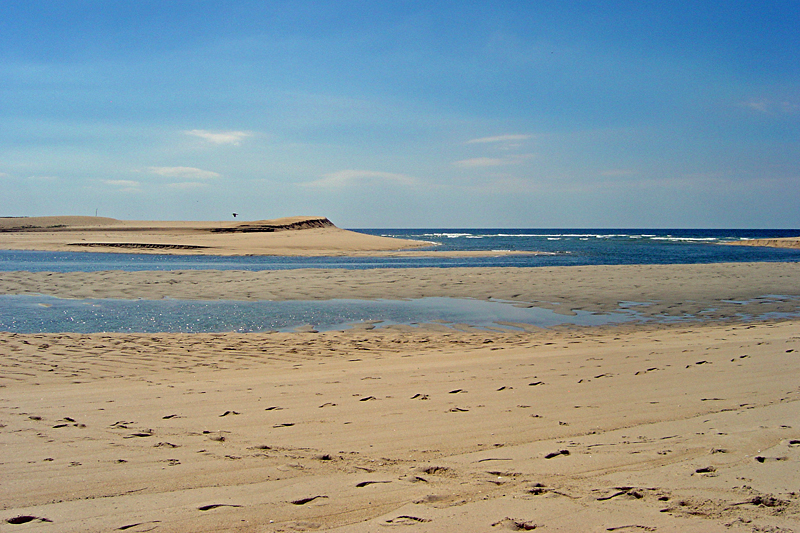
Marismas de Castromarín y Villarreal de San Antonio

La sierra de Caldeirão está situada en el sector noreste del Algarve en la frontera entre la costa y las llanuras del Bajo Alentejo. Es parte de un antiguo macizo, está compuesto principalmente de pizarra-grauvaca, roca que origina suelos finos y poco fértiles. Su punto más alto se encuentra en el Bajo Alentejo, cerca de la frontera con el Algarve, y alcanza los 580 m de altitud, las localidades de Tavira y Loulé poseen varios puntos en los que se sobrepasa los 500 m. La sierra de Caldeirão, a pesar de su modesta altitud, forma un paisaje muy peculiar, donde los cerros están recortados por un denso sistema fluvial que en su gran parte está compuesto de ríos de régimen estacionario. 
La sierra constituye una barrera para el paso de los vientos fríos del norte y la depresión del noroeste, contribuyendo a la existencia de un clima mediterráneo en la costa del Algarve, con bajas precipitaciones anuales y temperaturas suaves en invierno. Las máximas precipitaciones se alcanzan en el oeste, en las zonas altas del municipio de Loulé donde se alcanzan los 800 mm anuales, y van descendiendo a medida que nos acercamos al Guadiana, hasta llegar a precipitaciones inferiores a 500 mm anuales en el nordeste del Algarve.

### Clima
Situado en el sur de Portugal, el Algarve posee un clima mediterráneo con veranos calurosos, secos y soleados e inviernos suaves y húmedos. La región es una de las más soleadas y cálidas del país. La duración de la luz solar anual es de aproximadamente 2700 horas por año.
Las condiciones climáticas que el sentido común atribuye generalmente al clima algarvío se pueden encontrar en todo su esplendor en el litoral sur, especialmente en la región central y en la zona de sotavento de la región. Un conjunto de características base resumen el clima de la región: veranos largos y cálidos, inviernos suaves y cortos, precipitación concentrada en otoño e invierno, reducido número anual de días con precipitación y elevado número de horas de sol al año. La temperatura media de la zona de sotavento y la región costera central es la más alta de Portugal y una de las más elevadas de la península ibérica, que está alrededor de 18 °C, teniendo en cuenta la media climática 1961-1990. La precipitación se concentra entre octubre y febrero, y asume con frecuencia un carácter torrencial. Las medias anuales son inferiores a 600 mm en gran parte del litoral y en el valle del Guadiana, y superan los 1000 mm en la sierra de Monchique. En la región costera existen cinco meses secos, y entre junio y septiembre la caída de la precipitación es muy poco frecuente.

### Fauna y flora
El cabo de San Vicente está situado en una ruta de migración de aves, lo que permite la observación estacional de la vida de las aves. La vegetación predominante en el Algarve barrocal es el matorral mediterráneo, caracterizado por la abundancia de plantas resistentes a la falta de agua.

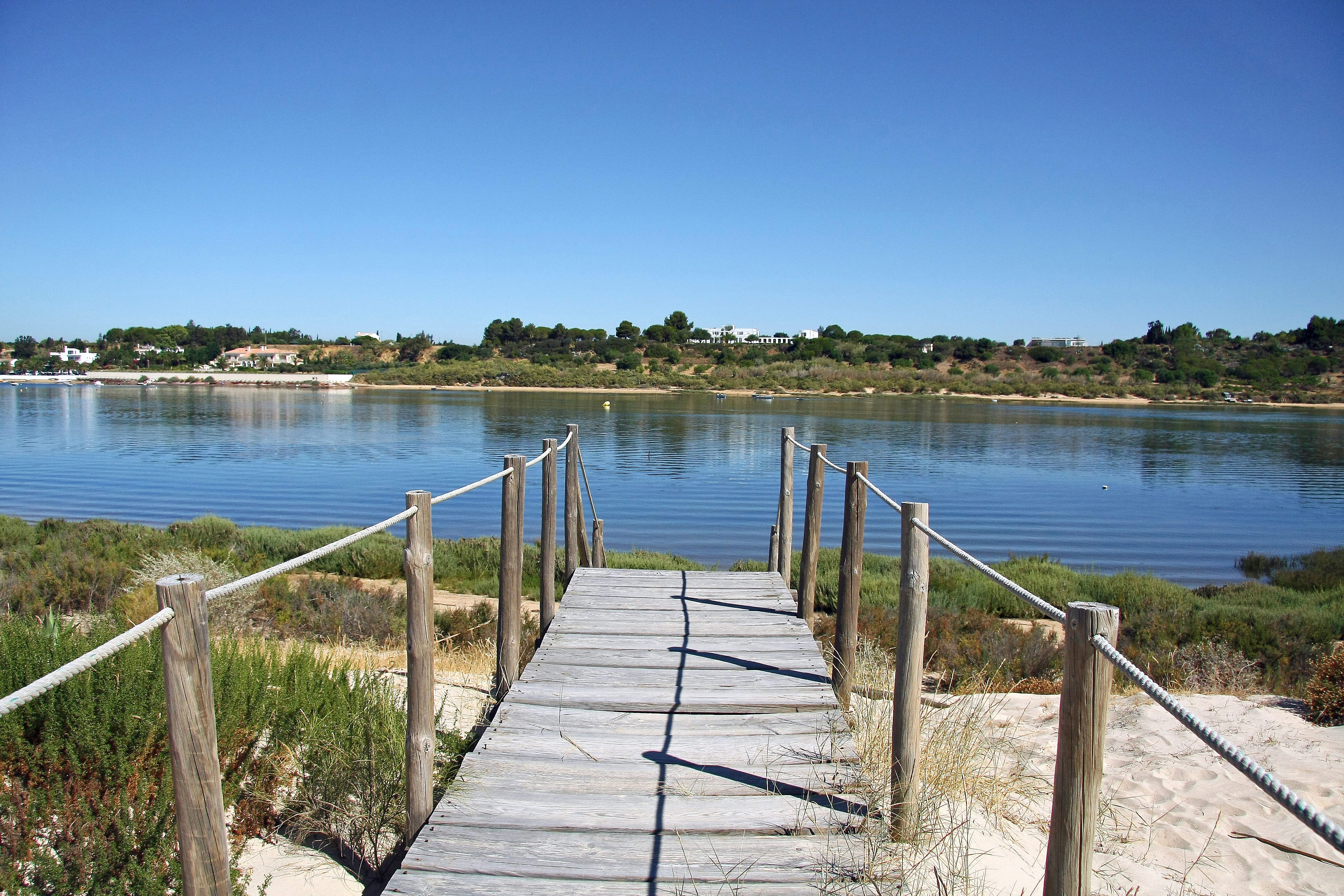
Parque natural de Ria Formosa

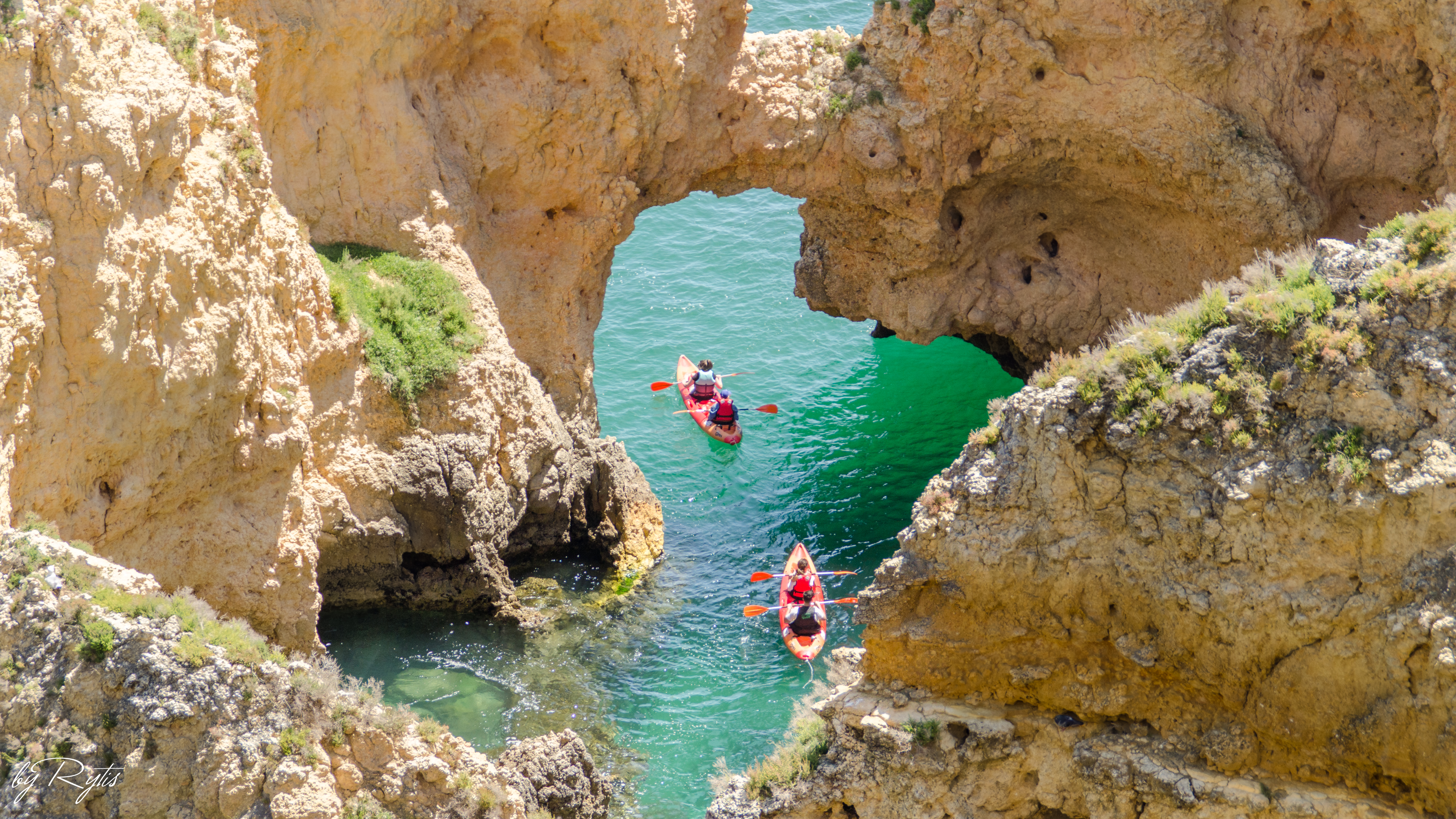
Piragüismo en la costa

El Algarve está habitado por varias especies endémicas, exclusivas del Algarve, algunas de ellas descubiertas recientemente. Las especies más emblemáticas de la fauna subterránea del Algarve son el pseudoescorpión gigante de las cuevas del Algarve (Titanobochica magna) y el insecto terrestre subterráneo más grande de Europa, Squamatinia algharbica. [10]
Otras especies de plantas, endémicas o no, llevan el nombre del Algarve
- Cistus algarvensis Sims, Bot. Mag. 17: t. 627 (1803).
- Helianthemum algarvense Dunal, Prodr. [A. P. de Candolle] 1: 268 (1824).
- Herniaria algarvica Chaudhri, Rev. Paronychiinae 346 (1968).
- Limonium algarvense Erben, Mitt. Bot. Staatssamml. Múnich 14: 503 (1978).
- Linaria algarviana Chav., Monogr. Antirrh. 142 (1833).
- Ophrys algarvensis D.Tyteca, Benito & M.Walravens, J. Eur. Orch. 35(1): 65 (2003). 
- Rhododendron algarvense Page, Prod. Southhampt. Gard. 38.
- Sideritis algarviensis D.Rivera & Obón, Anales Jard. Bot. Madrid 47(2): 500 (1990).
- Stegitris algarviensis Raf., Sylva Tellur. 132 (1838).

## Economía

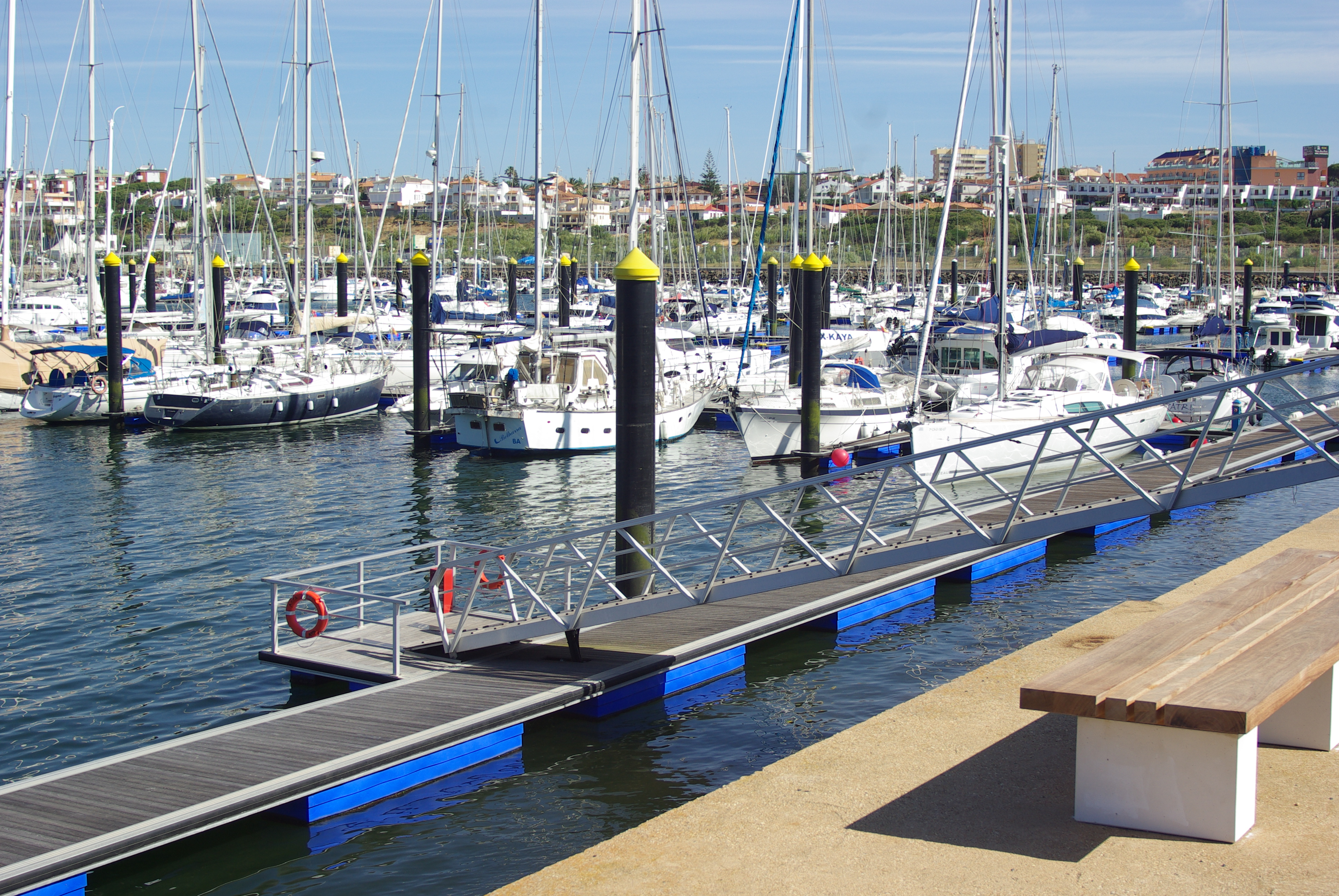
Marina de Vilamoura

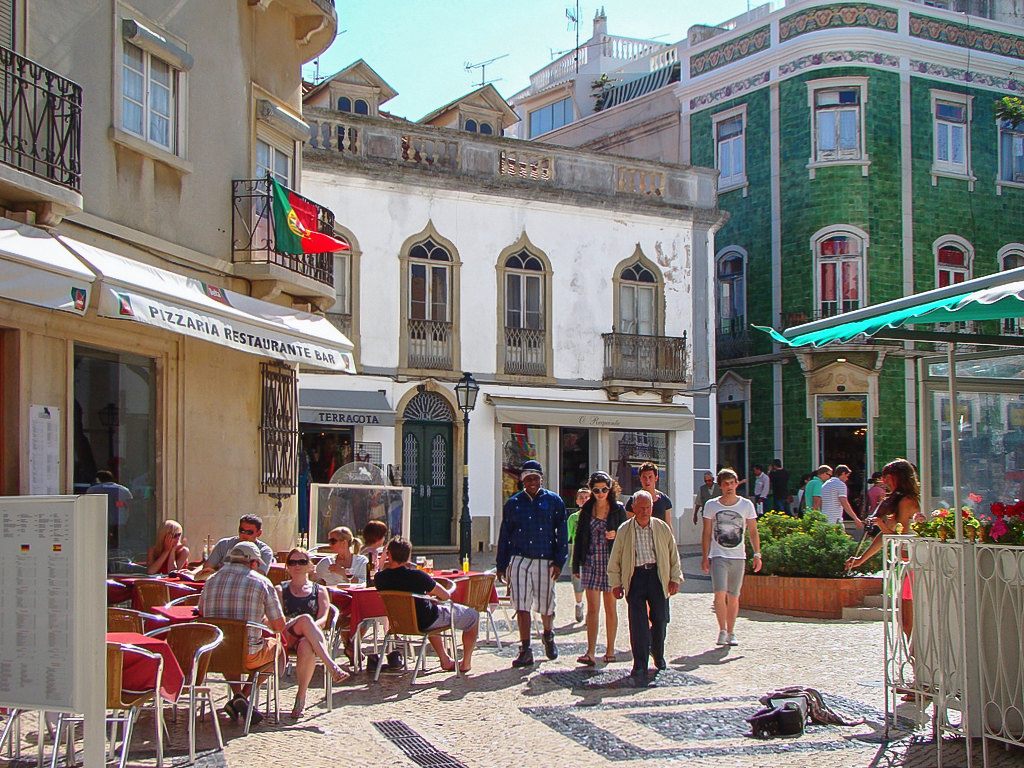
Centro histórico de Lagos

La economía del Algarve siempre ha estado estrechamente ligada al mar. La pesca y el procesamiento del pescado han sido una actividad importante desde la antigüedad. No obstante, en la actualidad, la mayor parte de la economía del Algarve depende de actividades relacionadas con el turismo, especialmente durante el verano.

### Turismo

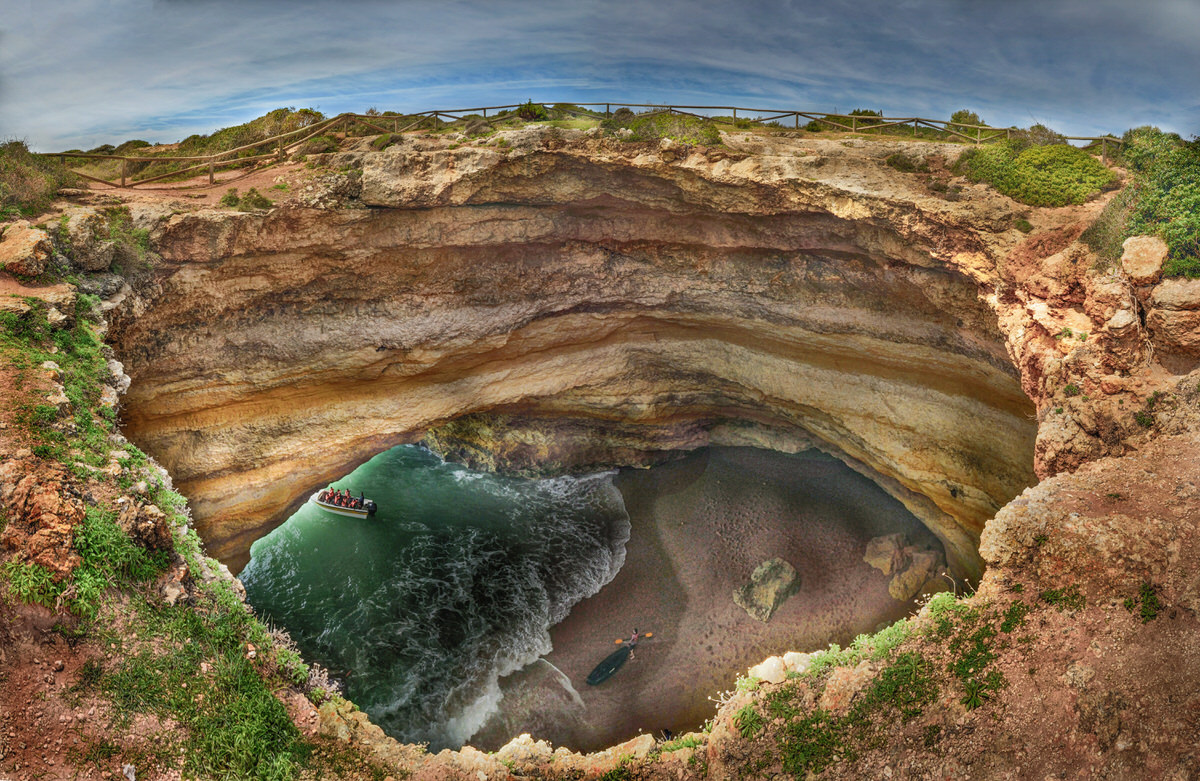
La Cueva de Benagil (o Algar) y la Playa de la Marina, cerca de Lagoa, se han convertido en dos de las atracciones turísticas más visitadas de todo el Algarve.

El Algarve dispone de numerosas playas y paisajes naturales, siendo la más turística de las provincias portuguesas. Dos de los mayores complejos turísticos de Europa se encuentran en el Algarve: se trata de Vilamoura, junto a la playa de la Falésia (municipio de Loulé), y de la playa de Rocha en la localidad de Portimão.
La mayoría de los turistas proceden de Portugal, Reino Unido, España, Alemania, Países Bajos e Irlanda. También se registra una fuerte presencia de turistas provenientes de Francia, Italia y Escandinavia. El clima templado del Algarve y su elevado número de horas de sol al año han atraído el interés de portugueses y otros europeos que desean tener una vivienda de vacaciones o residencia en la región.
Aunque el gran reclamo turístico son las playas de la región, en los últimos años se ha diversificado la oferta de ocio. En 2004 durante la Eurocopa de Portugal se jugaron en Faro tres partidos. Se han celebrado también diversos eventos deportivos como el mundial de Voleibol, celebrado en Portimão, campeonatos mundiales de golf y en los años 2006 y 2007 tuvieron lugar en la región algunas etapas del Lisboa-Dakar, además del rally de Portugal puntuable para el Campeonato del Mundo. En noviembre de 2017, exactamente entre el 9 y el 12 de noviembre, el campo de golf de Castromarín, muy cerca de la frontera con España, acogió la final del torneo Capital Cup de Footgolf, uno de los torneos más prestigiosos del Mundo, que fue precedido por la edición disputada en Adeje (Tenerife), ganada por el tinerfeño Maikel Álvarez.
El Algarve también es popular por el turismo religioso, en particular las peregrinaciones al Santuario de Nuestra Señora de la Piedad (más conocida como la Madre Soberana), un santuario mariano dedicado a la patrona de Loulé, que atrae a miles de peregrinos de fe católica a la ciudad, así como peregrinaciones menores de fieles católicos al lugar de supuestas apariciones de Nuestra Señora Madre de la Bondad, que supuestamente habían ocurrido en 1999 cerca del pueblo de São Marcos da Serra.

### Agricultura
El higo, la almendra y la algarroba son productos agrícolas tradicionales dignos de mención. La producción de aguardiente de madroño e incluso de corteza, principalmente en las regiones del nordeste del Algarve, son otras manufacturas tradicionales.

## Historia

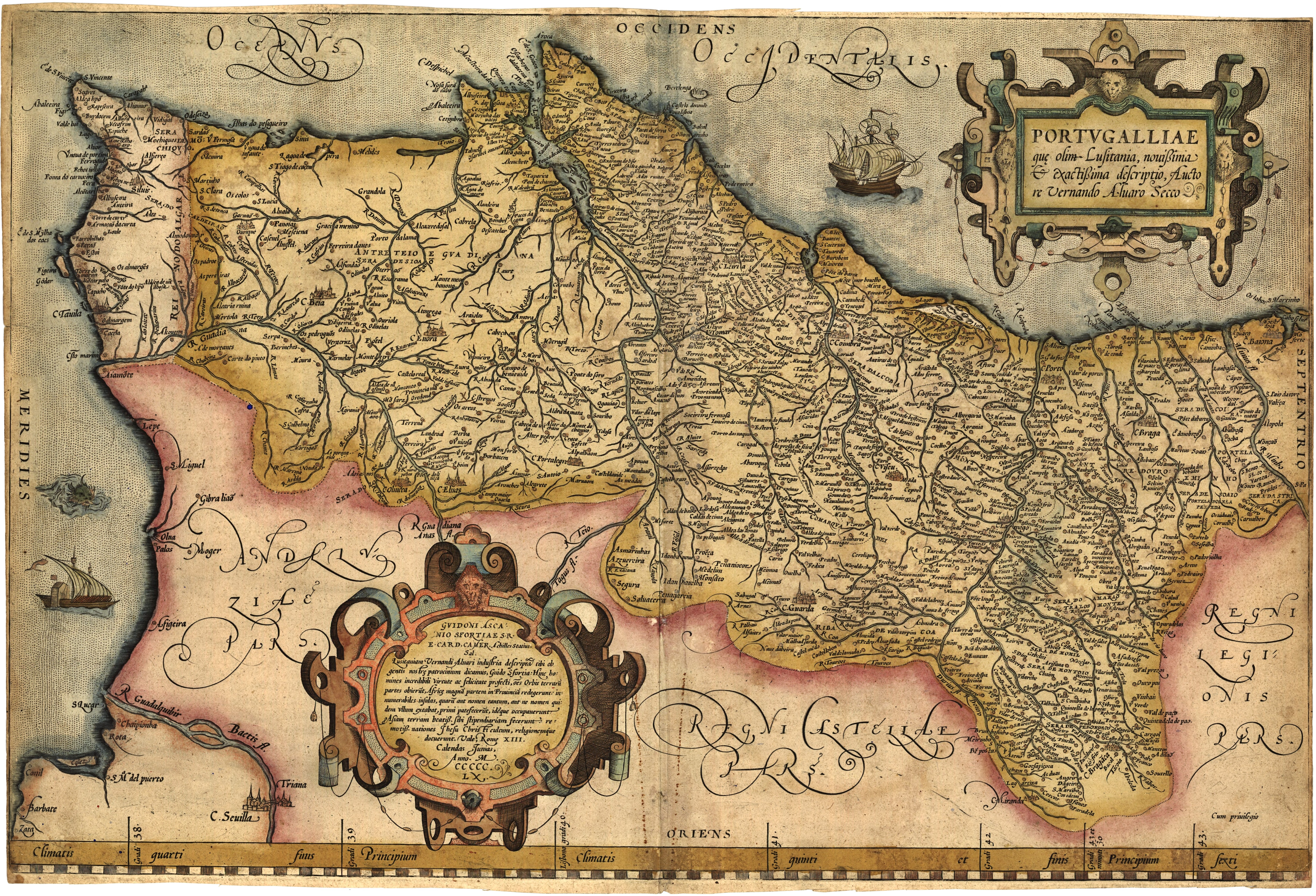
Mapa del reino de Portugal del, donde aparece destacado el reino del Algarve.

La región fue intensamente aislada del mundo y aunque nunca tuvo la relevancia de la zona sur de al-Ándalus, fue el centro más importante de la cultura, ciencia y tecnología islámicas en tierras del actual Portugal. La ciudad de Silves fue su principal centro cultural, esta constituyó en 1027 la taifa de Silves, que ocupaba la parte oeste del actual Algarve, mientras que en el resto de la región se creó la taifa del Algarve.
La región fue extraída por la taifa de Sevilla, durante el reinado de al-Mutadid, rey que heredó la política expansionista de su padre Abu ul-Cásim. En 1051 Sevilla se anexionó la taifa del Algarve y en 1063 la taifa de Silves. Tras la invasión almorávide se produjo una nueva unión de al-Ándalus que terminó en 1145, cuando los reinos de taifas volvieron a resurgir. La taifa de Silves se extendió entonces al centro del Algarve mientras que el extremo oriental fue ocupado por la taifa de Huelva.
En 1150 se produjo de una vieja unión de al-Ándalus bajo los almohades. Con la desintegración del imperio almohade la zona del actual Algarve formó parte de la taifa de Niebla, gobernada por Ibn Mahfut, donde permaneció hasta la conquista portuguesa. El rey Sancho I de Portugal conquistó efímeramente la ciudad de Silves en 1189 (de ella se decía que era diez veces mayor que Lisboa), pero no fue hasta 1249 cuando el rey Alfonso III de Portugal conquistó definitivamente el Algarve proclamándose entonces rey de Portugal y el Algarve.
Alfonso X, el Sabio, reclamó el Algarve a partir de 1252, pero la guerra concluyó en 1253 al casar una hija de Alfonso con el rey de Portugal.  Tras el tratado de Badajoz, en 1267, el Algarbe fue reconocido como perteneciente a Portugal. El reino del Algarve formó parte del reino de Portugal, lo que no supuso para la región ningún tipo de autonomía. El nombre oficial del reino fue frecuentemente llamado «reino de Portugal y de los algarves» o reino unido de Portugal, Brasil y Algarve, pero nunca constituyó un reino separado de hecho, aunque sí lo fuera de derecho, conocido como reino del Algarve. Con la proclamación de la República portuguesa en 1910, el reino del Algarve dejó de existir.
En 1807, cuando el general Junot dirigió la invasión del norte de Portugal, el Algarve fue ocupado por las tropas españolas de Manuel Godoy, que fueron expulsadas al año siguiente durante la rebelión de Olhão.
En el siglo XX, el Algarve inició una transformación social y económica sin precedentes. De ser una región rural y periférica pasó a tener una economía basada en la cultura de los frutos secos, en la pesca y en la industria conservera. Sin embargo, a partir de la década de 1960, se dio la explosión de la industria del turismo, cambiando así su estructura social y económica.
Actualmente, el turismo, tanto nacional como internacional, constituye el motor económico del Algarve. La antigua provincia tradicional posee algunas de las mejores playas del sur de Europa, y condiciones excepcionales para la práctica de actividades y deportes al aire libre. Las playas del Algarve son las más urbanizadas y mejor dotadas de servicios del país, así como está rodeadas de resorts vacacionales, urbanizaciones, hoteles y campos de golf.